# Parque Atlántico Mar Chiquito
Le Parque Atlántico Mar Chiquito (ou parfois Parque Atlántico Mar Chiquita) est une réserve de biosphère, reconnue par l'Unesco en 1996 située en Argentine, dans la province de Buenos Aires.

## Caractéristiques
Le Parque Atlántico Mar Chiquito constitue une aire d'intérêt écologique important, présentant une forte hétérogénéité de milieu sur une superficie relativement réduite (26 488 hectares soit plus ou moins 265 km2). 
En effet, sur une courte distance de 10 kilomètres depuis l'océan vers l'intérieur du pays, on rencontre de multiples milieux différents : la mer, les plages de sable, les dunes vives, les dunes couvertes de végétation, des prairies humides, des prairies salées ou halophiles, l'albufera, des marais salés, des marais d'eau douce, des ruisseaux, des pâturages pampéens, des talars (forêt de tala ou Celtis tala) et des lagunes d'eau douce. Cette énumération suffit à faire entrevoir l'immense biodiversité de la zone.
L'hétérogénéité des milieux se reflète dans celle de la faune d'oiseaux ou avifaune. Les oiseaux constituent un des groupes les plus saillants, par leur taille, leurs couleurs et leur chant. Ils ont un rôle écologique fondamental dans la dynamique des écosystèmes, agissant comme un des principaux groupes consommateurs d'espèces (végétaux, poissons, invertébrés, autres oiseaux etc.) et apportant une grande quantité de détritus (fientes, guano, plumes, arêtes, brindilles, coquilles etc.).